# Regiunea Tōhoku
Tōhoku (東北地方 Tōhoku-chihō?) este o regiune a Japoniei. În limba japoneză „Tōhoku” înseamnă ad litteram „est-nord”. Regiunea se află în partea de nord-est a insulei Honshū. 
Regiunea cuprinde 6 prefecturi: 
- Akita
- Aomori
- Fukushima
- Iwate
- Miyagi
- Yamagata

Partea de vest este coasta înspre Marea Japoniei, iar partea de est coasta înspre Oceanul Pacific.
Agricultura este preocuparea principală a locuitorilor din regiune, orezul și fructele fiind produse des cultivate.

### Unele orașe importante
- Aomori
- Hachinohe
- Hirosaki
- Misawa
- Morioka
- Sendai| - v - d - m Regiuni și diviziuni administrative ale Japoniei | - v - d - m Regiuni și diviziuni administrative ale Japoniei                                                                                                                                                                                                                                                                                                                                                                                                                                                                                                                                  | - v - d - m Regiuni și diviziuni administrative ale Japoniei |
| ------------------------------------------------------------ | --- | ------------------------------------------------------------ |
| Regiuni                                                      | - Hokkaidō - Tōhoku - Kantō - Chūbu - Hokuriku - Kōshin'etsu - Tōkai - Chūkyō - Kansai - Chūgoku - Shikoku - Kyūshū - Okinawa |                                                              |
| 47 prefecturi                                                | \| Hokkaidō \| - Hokkaido \| \| Tōhoku \| - Aomori - Iwate - Miyagi - Akita - Yamagata - Fukushima \| \| Kantō \| - Ibaraki - Tochigi - Gunma - Saitama - Chiba - Tokyo - Kanagawa \| \| Chūbu \| - Niigata - Toyama - Ishikawa - Fukui - Yamanashi - Nagano - Gifu - Shizuoka - Aichi \| \| Kansai \| - Mie - Shiga - Kyoto - Osaka - Hyōgo - Nara - Wakayama \| \| Chūgoku \| - Tottori - Shimane - Okayama - Hiroshima - Yamaguchi \| \| Shikoku \| - Tokushima - Kagawa - Ehime - Kōchi \| \| Kyūshū \| - Fukuoka - Saga - Nagasaki - Kumamoto - Ōita - Miyazaki - Kagoshima - Okinawa \| |                                                              |
| Orașe desemnate                                              | Sectoarele speciale din Tokio · Chiba · Fukuoka · Hamamatsu · Hiroshima · Kawasaki · Kitakyushu · Kobe · Kyoto · Nagoya · Niigata · Osaka · Saitama · Sakai · Sapporo · Sendai · Shizuoka · Yokohama |                                                              |
| Hokkaidō                                                     | - Hokkaido |                                                              |
| Tōhoku                                                       | - Aomori - Iwate - Miyagi - Akita - Yamagata - Fukushima |                                                              |
| Kantō                                                        | - Ibaraki - Tochigi - Gunma - Saitama - Chiba - Tokyo - Kanagawa |                                                              |
| Chūbu                                                        | - Niigata - Toyama - Ishikawa - Fukui - Yamanashi - Nagano - Gifu - Shizuoka - Aichi |                                                              |
| Kansai                                                       | - Mie - Shiga - Kyoto - Osaka - Hyōgo - Nara - Wakayama |                                                              |
| Chūgoku                                                      | - Tottori - Shimane - Okayama - Hiroshima - Yamaguchi |                                                              |
| Shikoku                                                      | - Tokushima - Kagawa - Ehime - Kōchi |                                                              |
| Kyūshū                                                       | - Fukuoka - Saga - Nagasaki - Kumamoto - Ōita - Miyazaki - Kagoshima - Okinawa |                                                              |

Coordonate: 38° 54′ 0″ N, 140° 41′ 0″ E